# Histoire de l'ichtyologie
 (septembre 2024).
L'ichtyologie est la science qui traite des poissons. Le champ temporel de l'ichtyologie recouvre une période qui va de la révolution supérieure du Paléolithique jusqu'à aujourd'hui. La pratique de l'ichtyologie est par ailleurs ancestrale sur les littoraux, bien que son caractère proprement scientifique se soit affirmé en même temps que se développaient les autres disciplines de la zoologie et de la médecine à partir du XVIe siècle.

## Préhistoire
L'étude des poissons trouve ses origines dans les activités humaines de subsistance (pêche, utilisation des écailles, etc.). Michael Barton, un ichtyologiste américain, explique que « les premiers ichtyologistes ont été les chasseurs-cueilleurs, qui apprirent à se fournir en poissons "utiles", et qui savaient où et quand les trouver en abondance. » Les premières manifestations culturelles comme l'imagerie du poisson témoignent de cette connaissance empirique.

## Antiquité
Les premiers phénomènes bioélectriques connus sont les décharges produites par l'organe électrique de certains poissons. Des bas-reliefs de l'Égypte antique représentent des poissons-chats, dont on sait qu'ils peuvent générer des impulsions électriques de plus de 350 V (bas-relief de la tombe de Ti à Saqqarah, datant de 2750 av. J.-C. environ par exemple).
Aristote reconnaît l'ichtyologie comme une discipline d'étude scientifique formelle. Entre -335 et -322, il fournit la première classification taxinomique des poissons, dans laquelle il décrit correctement 117 espèces de la mer Méditerranée. De plus, Aristote réalise des observations de l'anatomie et du comportement de différentes espèces de poissons et de mammifères marins. L'inclusion des mammifères marins dans les poissons perdurera jusqu'au XVIIIe siècle. Certains de ses élèves poursuivent ces recherches ichtyologiques après sa mort. Ainsi, Théophraste rédige un traité sur les poissons amphibiens. Les Romains, quoique moins portés sur les sciences, ont produit beaucoup d'écrits sur les poissons. Pline l'Ancien, un naturaliste romain célèbre, synthétise les travaux grecs en matière d'ichtyologie, introduisant des raffinements tantôt vérifiables (par exemple le poisson-scie), tantôt farfelus (telle la sirène). La contribution de Pline l'Ancien a été le dernier grand apport à l'ichtyologie jusqu'à la Renaissance européenne. Pourtant, Élien a rédigé vers 220 une histoire des animaux en 17 volumes dans laquelle sont décrites quelque 130 espèces de poissons.
Les poèmes didactiques d'Oppien de Corycos, les Halieutiques sur la pêche, contiennent aussi beaucoup de descriptions et de narrations sur les poissons connus des Anciens au IIe siècle.
En Méditerranée, 5 espèces au moins de poissons électriques sont connues, comme Torpedo torpedo (torpille) dont il existe des représentations anciennes (mosaïque de Pompéi du Ier siècle). La torpille peut générer des impulsions de 45 V. Bien que leur mécanisme fût inconnu, les décharges générées par ces poissons étaient utilisées d'une manière que l'on pourrait décrire comme de l'« électrothérapie ». Scribonius Largus, sous le règne de l'empereur Claude (41-54) décrit ainsi le traitement contre la migraine ou contre la goutte.
Et, sans que l'on puisse le qualifier d'ichtyologue, Ausone, vers 350, dans une ode appelée Moselle, décrit de très nombreux poissons d'eau douce ; c'est d'ailleurs lui qui donna à la truite son nom actuel.

## Moyen Âge
Le développement de la pisciculture au Moyen Âge en Europe, ne développe pas beaucoup cette science ; cependant plusieurs publications sont à noter.
Des descriptions scientifiques quoiqu'informelles des poissons se retrouvent dans la tradition judéo-chrétienne. Les règles de l'alimentation cacher interdisent la consommation de poissons dépourvus d'écailles et de nageoires. Les théologiens et les ichtyologistes débattent pour savoir si Saint Pierre et ses contemporains consommaient les poissons provenant de l'actuel lac de Tibériade : cyprinidae des genres Barbus et Migorex, cichlidae du genre Sarotherodon et Mugil cephalus (famille du Rouget).

## LaRenaissance

### XVesiècle
- Vers 1480 — Juliana Berners, probablement prieure du couvent de Sopwell près de St Albans, fait paraître un ouvrage sur la pêche.

### XVIesiècle
La naissance de l'ichtyologie moderne procède des écrits de trois érudits du XVIe siècle : Ippolito Salviani (1514-1572), Pierre Belon (v. 1517-1564) et Guillaume Rondelet (1507-1566). Tous trois réalisent de vraies études exhaustives, ce qui n'avait jamais été fait. Leurs découvertes originales connaissent de ce fait un large succès.
Pierre Belon fait paraître L'histoire naturelle des estranges poissons marins, avec la vraie peincture et description du daulphin, et de plusieurs autres de son espèce en 1551 et La Nature et diversité des poissons, avec leurs pourtraicts représentez au plus près du naturel en 1555. Le terme de poisson regroupe encore tous les animaux marins : de la baleine à l'otarie, du crustacé à l'anémone en passant par l'hippopotame ou la loutre et, bien sûr, les poissons.
En 1554, Salviani fait paraître son Aquatilium Animalium Historia, illustré par des gravures sur cuivre, l'un des premiers livres faisant appel à ce genre de procédé.
Rondelet fait paraître en 1554-1555 plusieurs livres sur la faune aquatique d'une très grande qualité scientifique. Il est notamment très critique sur les connaissances des auteurs anciens. Le De Piscibus Marinum de Rondelet est bien souvent cité comme l'ouvrage le plus influent ; il regroupe 224 espèces de poissons.
Valerius Cordus (1515-1544) voyagea en Italie en 1542.
À Venise, il étudia l'ichthyologie de la mer Adriatique, et décrivit, d'une manière exacte, soixante-six espèces de poissons ; le manuscrit de ces descriptions tomba, plus de vingt ans après la mort de l'auteur, entre les mains de Conrad Gessner (1516-1565).
La description d'Ulisse Aldrovandi (1522-1605) des poissons de son cabinet de curiosités montre l'intérêt des premiers naturalistes pour la faune aquatique.

## XVIIesiècle
On connaît, au début de ce siècle, un peu plus de 1 200 espèces de poissons. Les progrès notables réalisés dans la navigation et la construction navale sont le point de départ d'une nouvelle pratique de l'ichtyologie. Durant cette période la plus riche en termes d'exploration et de colonisation, et sur la base de l'intérêt pour la navigation, l'histoire naturelle peut se développer.
Georg Markgraf (1611-1648), originaire de Saxe, écrit le Historia Naturalis Brasilae en 1648. Cet ouvrage est la première étude scientifique de cent espèces de poissons venant d'une autre région que la Méditerranée.
En 1680, Joseph-Guichard Duverney (1648-1730) a disséqué 17 espèces de poissons en Bretagne pour étudier leur structure, les dessins étant exécutés par Philippe de La Hire (1640-1718) qui l'accompagnait. 
En 1686, a lieu la publication par John Ray (1627-1705) de De Historia piscium de Francis Willughby (1635-1672) décédé quatorze ans plus tôt. Il s'agit d'une œuvre extrêmement importante, clarifiant la classification, jusque-là très embrouillée, des poissons. 178 espèces décrites étaient des découvertes récentes. 420 espèces y sont décrites dont près de 180 encore acceptées de nos jours.

## XVIIIesiècle

### Les principaux auteurs pré-linnéens
Au commencement du XVIIIe siècle, Joseph-Guichard Duverney (1648-1730) participait au meilleur travail scientifique publié jusqu'alors sur la respiration des poissons.
- Jakob Theodor Klein (1685-1759) fait paraître Historia Naturalis Piscium (vers 1745) qui n'est guère qu'un catalogue suivant Rondelet.
- Laurentius Theodorus Gronovius (1730-1777) fait paraître en 1754-1756 : Museum ichthyologicum sistens piscium indigenarum et quorundam exoticorum.... Cette étude représente deux ouvrages plus importants continuant l'œuvre classificatoire de Ray et Willughby.

### L'apport linnéen
La classification des espèces est inventée par Carl von Linné, le père d'une taxinomie qui deviendra la systématique moderne. Un de ses élèves et collègues, le naturaliste suédois Peter Artedi, est souvent qualifié de père de l'ichtyologie du fait de ses découvertes importantes. C'est Albertus Seba, un pharmacien prospère d'Amsterdam, qui possédait une grande collection de poissons qu'il mit à la disposition d'Artedi et qui permit à celui-ci de faire ses découvertes. Malheureusement, Artedi se noya dans un canal de la ville à l'âge de trente ans. Linné fait paraître, après sa mort, deux ouvrages de celui-ci, Bibliotheca Ichthyologica et Philosophia Ichthyologica (1738). Les connaissances de Linné sur les poissons viennent manifestement d'Artedi. Ils ont mis à jour cinq ordres supplémentaires chez les poissons : Malacopterygii, Acanthopterygii, Branchiostegi, Chondropterygii, et Plagiuri. 
Linné publia à titre posthume une anthologie du journal d'Artedi, Systema Naturae. Ses apports à la taxinomie linéenne influencèrent le développement de la nomenclature binomiale, utilisée de nos jours par les ichtyologistes. Linné a également révisé les ordres introduits par Artedi, soulignant l'importance de la paire de nageoires pelviennes. Les poissons qui en sont dépourvus furent placés dans l'ordre des Apodes ; ceux possédant un abdomen, une cage thoracique ou des jugulaires pelviennes furent catégorisés sous l'ordre des Abdominales, des Thoracici et des Jugulares respectivement. Cependant, ces modifications n'étaient pas étayées par la théorie de l'évolution d'alors. De fait, il faudra attendre les travaux de Charles Darwin, un siècle plus tard, pour que soit perçue la corrélation entre les caractéristiques taxinomiques et les relations phylogénétiques, les premières étant des conséquences des secondes.
Les études suivantes seront de moindre importance :

### L'Exploration
Autour des années 1750, les premières études de faunes extra-européennes paraissent. Elles sont notamment l'œuvre d'étudiants de Carl von Linné : Pehr Osbeck, Fredric Hasselquist ...
Iter Chinensis de Osbeck renseigne sur la faune de Chine, Iter Palæstinum de Hasselquist sur celle du Proche-Orient.
Il faut mentionner pour le nouveau continent : Natural History of Carolina, Florida and the Bahama Islands de Mark Catesby, première étude de la faune et de la flore d'Amérique du Nord. L'Amérique fait l'objet de plusieurs études successives dont celles de Sir Hans Sloane ou de Patrick Browne sur la Jamaïque, celle de Charles Plumier sur la Martinique.
La faune de l'Alaska et de la Sibérie est pour la première fois décrite par Georg Wilhelm Steller. Ces régions sont alors explorées plus systématiquement, notamment par Johann Georg Gmelin et Johann Anton Güldenstädt.
Outre ces quelques exemples représentatifs d'explorateurs, il faudrait citer d'autres naturalistes comme Thomas Pennant qui écrit sur les poissons de Grande-Bretagne, Johan Ernst Gunnerus sur ceux de Norvège, Otto Friedrich Müller sur ceux du Danemark, François Valentijn et Jan Nieuhof sur ceux de l'Asie du Sud, Henri Louis Duhamel du Monceau sur ceux de France, Francesco Cetti sur ceux de Sardaigne, Juan Ignacio Molina sur ceux du Chili et Antonio Parra pour ceux de Cuba. En 1768 est publié l'œuvre de Morten Thrane Brünnich, Icthyologia Massiliensis sur des poissons récoltés à Marseille.

### La consolidation du savoir
Le berlinois Marcus Elieser Bloch consolide le savoir ichtyologique du siècle des Lumières.
Marcus Elieser Bloch (1723-1799) est l'auteur d'un des plus importants, et sans doute l'un des plus beaux, ouvrages sur les poissons du XVIIIe siècle : Allgemeine Naturgeschichte der Fische, en douze volumes. Les 432 planches sont peintes à la main. Les trois premiers volumes décrivent les poissons d'Allemagne et des États prussiens et sont intitulés Die Oekonomische Naturgeschichte der Fische Deutschlands, Besonders des Preussischen Staates et Oekonomische Naturgeschichte der Fische Deutschlands. Les autres volumes traitent des poissons des autres régions du monde et sont intitulés Naturgeschichte Ausländischer Fische.
Après la publication de cette somme de travaux en 1785, Bloch décide de réaliser le catalogue de toutes les espèces connues. Il sera publié à titre posthume, en 1801, par son collaborateur Johann Gottlob Schneider (1750-1822) sous le titre de M.E. Blochii Systema Ichthyologiae ; 1 519 espèces y sont décrites.

### Le legs de Buffon
La fin du XVIIIe siècle et le tout début du XIXe siècle sont marqués par l'œuvre de Lacépède (1756-1825), qui a publié une Histoire naturelle des poissons (en cinq volumes in-4°, entre 1798 et 1803), largement inspirée des notes et des collections laissées par Philibert Commerson (1727-1773).
À l'aube du XIXe siècle, Lacépède continue ainsi, dans le domaine ichtyologique, l'œuvre de Buffon (1707-1788).

## XIXesiècle

### Les faunes locales
Tous ces ouvrages suivent diversement le système linnéen. C'est le cas de Patrick Russell (1727-1805) dans son livre Two Hundred Fishes Collected at Vizagapatam and on the Coast of Coromandel qui paraît en 1803. Dans ce cas, les noms attribués aux espèces décrites, même pour celles qui le sont pour la première fois, ne sont pas considérés comme valides.
Le naturaliste Wilhelm Gottlieb von Tilesius von Tilenau prend part à la première expédition russe de circumnavigation (1803-1806) dirigée par le capitaine Johann Adam von Krusenstern et détaille dans de nombreuses publications les poissons récoltés durant ce voyage.
Antoine Risso (1777-1845) publie en 1810 une bonne étude de la faune de Nice, Ichthyologie de Nice.
Les deux explorateurs John James Audubon (1785-1851) et Constantine Samuel Rafinesque (1783-1840) sont également des importants découvreurs dans la zone nord-américaine. À l'occasion de nombreux voyages effectués tous les deux, ils rédigent l'Ichtyologia Ohiensis publié en 1820. Constantine Samuel Rafinesque fait paraître en 1810 deux ouvrages d'ichtyologie sur la faune de Sicile : Caratteri di Alcuni Nuovi Generi et Ittiologia Siciliana.
L'exploration scientifique des Amériques souligna dans le même temps la très grande variété des poissons dans le monde. Charles-Alexandre Lesueur, un étudiant de Cuvier, s'installa dans la région des Grands Lacs pour y étudier les espèces locales.

### Les synthèses
À l'aube du XIXe siècle, le parisien Georges Cuvier s'intéresse à la consolidation du savoir ichtyologique, dans la lignée de Buffon continuée par Lacépède.
Georges Cuvier (1769-1832), assisté par Achille Valenciennes (1794-1865), fait une synthèse de toutes les informations de la discipline dans sa monumentale Histoire Naturelle des Poissons publiée entre 1828 et 1849 qui contient 4 514 espèces de poissons, dont 2 311 nouvelles, ce qui en fait encore aujourd'hui l'un des traités les plus ambitieux. Malgré quelques défauts, la collection de 22 volumes va devenir l'ouvrage de référence de nombreuses générations d'ichtyologistes.
Johannes Peter Müller (1801-1858) entame mais n'achève pas son travail sur la classification des poissons.
Par ailleurs, le suisse Louis Agassiz (1807-1873) fait sa réputation en étudiant les poissons et organismes d'eau douce ; il est le pionnier de la paléoichtyologie. Agassiz émigra ensuite aux États-Unis et enseigna à Harvard en 1846.
Auguste Duméril (1812-1870) va compléter l'œuvre de Cuvier en publiant une Histoire naturelle des poissons en deux volumes paraissant en 1865 et 1870. Duméril y décrit notamment des espèces non traitées par Cuvier et Valenciennes comme les requins.
Albert Charles Lewis Günther (1830-1914) est la dernière personne qui étudie l'ensemble des poissons connus à travers le globe.

### L'augmentation des connaissances
Le fameux conservateur du British Museum Albert Charles Lewis Günther va jouer un rôle considérable dans le développement de l'ichtyologie. Il fait l'inventaire des collections de poissons du muséum qui paraît sous la forme de son Catalogue of the Fishes of the British Museum en huit volumes de 1859 à 1870. Il décrit 6 843 espèces certaines et 1 682 espèces douteuses.
Le naturaliste Huxley (1825-1895) publia de nombreux mémoires sur l'anatomie des poissons. Il a travaillé sur les poissons fossiles, en particulier sur les crossoptérygiens qu'il a séparé des ganoïdes et des dipneustes.
Généralement considéré comme l'un des ichtyologistes les plus influents, David Starr Jordan (1851-1931) écrit 650 articles et livres sur les poissons.
En 1893, le zoologiste italien Giovanni Battista Grassi (1854-1925) établit que les leptocéphales constituaient un stade larvaire océanique des Anguilles.

## XXesiècle
Au début du XXe siècle, le nombre d'espèces connues atteint 12 000.
Le tournant du siècle est marqué par l'œuvre du successeur de Günther : George Albert Boulenger (1858-1937).
Travaillant au Département d'histoire naturelle du British Museum de 1880 à 1920, Boulenger décrit plus de 1 000 espèces nouvelles de poissons.
En 1922, le biologiste danois Johannes Schmidt (1877-1933) suivit, le long de l'Océan Atlantique, la distribution des leptocéphales de taille décroissante jusqu'à ce qu'il identifie la mer des Sargasses comme le lieu de naissance et de reproduction des Anguilles.
Le Cœlacanthe, qui n'était connu par les scientifiques qu'à l'état de fossile, fut découvert en 1938 par Marjorie Courtenay-Latimer (1907-2004) et identifié en 1939 par James Leonard Brierley Smith (1897-1968) en tant que Latimeria.

## XXIesiècle
On évalue à 22 000 le nombre des espèces connues.
En 2019, deux nouvelles espèces d'anguilles électriques sont décrites dans le genre Electrophorus, qui a été considéré pendant plus de 250 ans comme n'étant formé que d'une seule espèce,.
En 2020, l'Espadon de Chine (Psephurus gladius) est déclaré espèce  éteinte selon les critères de la liste rouge de l'UICN.